# 흐롤프 크라키
흐롤프 크라키(Hrólfr Kraki)는 앵글로색슨 및 스칸디나비아 전통에서 모두 등장하는 전설적인 덴마크 왕이다. 흐롤프가 살았다는 6세기 초에 사용된 언어(노르드 조어)로는 "흐로시울파즈(*Hrōþiwulfaz)"였을 것이다. 이는 "유명한 늑대"라는 뜻이다.
앵글로색슨과 스칸디나비아 모두 흐롤프가 덴마크의 스쿌둥 일족이며, 흐로드가르의 조카이고 할프단의 손자라고 한다.
| 전임 할가 | 제12대 데인인의 왕 | 후임 회테루스 |